# Angemacht
Angemacht ist ein Kurzfilm mit Monika Baumgartner aus dem Jahr 1980.

## Handlung
Eine einsame junge Dame schlendert abends durch die belebten Straßen einer Großstadt und wirft vielsagende Blicke auf die Passanten. Es kommt zu kurzen Gesprächen, und ein Mann lädt sie schließlich zu sich ein. Umständlich bereitet er ihr ein Abendessen, doch das langweilt sie zunehmend, und plötzlich ist sie  verschwunden. Sie geht wieder durch die Straßen und betritt zuletzt ein Schallplattengeschäft. Mit zweideutigen Worten erweckt sie die Aufmerksamkeit des Verkäufers, dann endet der Film.

## Uraufführung
Die Uraufführung erfolgte am 30. Oktober 1980 bei den Internationalen Hofer Filmtagen.